# Физиология растений
Физиоло́гия расте́ний (от греч. φύσις — природа, греч. λόγος — учение) — наука о функциональной активности растительных организмов.

## История физиологии растений
Физиология растений зародилась в XVII—XVIII веках в классических трудах итальянского биолога и врача М. Мальпиги «Анатомия растений» и английского ботаника и врача С. Гейлса «Статика растений». Термин физиология растений впервые был предложен Ж. Сенебье́ в его трактате «Physiologie végétale» в 1800 году. В этом трактате он собрал все известные к тому времени данные по этой дисциплине, а также сформулировал основные задачи физиологии растений, её предмет и используемые методы.
В XIX веке в рамках физиологии растений обособляются её основные разделы: фотосинтез, дыхание, водный режим, минеральное питание, транспорт веществ, рост и развитие, движение, раздражимость, устойчивость растений, эволюционная физиология растений.
В первой половине XX века главным направлением развития физиологии растений становится изучение биохимических механизмов дыхания и фотосинтеза. Параллельно развивается фитоэнзимология, физиология растительной клетки, экспериментальная морфология и экологическая физиология растений. Физиология растений даёт начало двум самостоятельным научным дисциплинам: микробиологии и агрохимии.
Во второй половине XX века намечается тенденция объединения в единое целое биохимии и молекулярной биологии, биофизики и биологического моделирования, цитологии, анатомии и генетики растений. Среди учёных возрастает интерес к исследованиям на субклеточном и молекулярном уровнях. В то же время активно идёт изучение механизмов регуляции, обеспечивающих функционирование растительного организма как единого целого. Резко ускоряются исследования механизмов реализации наследственной информации, роли мембран в системах регуляции, механизмов действия фитогормонов. Быстрое развитие физиологии растений открывает новые возможности в биотехнологии, интенсивном сельском хозяйстве. В сельскохозяйственную практику входят химические регуляторы роста растений, гербициды и фунгициды.

## Задачи физиологии растений
- Изучение закономерностей жизнедеятельности растений.
- Разработка теоретических основ получения максимальных урожаев сельскохозяйственных культур.
- Разработка установок для осуществления процессов фотосинтеза в искусственных условиях.

## Направления исследований физиологии растений
В современной физиологии растений различают шесть разных направлений:
- Биохимическое направление рассматривает функциональное значение разнообразных органических веществ, образующихся в растениях в процессе фотосинтеза, дыхания, выявляет закономерности минерального (почвенного) питания растений, исследует пути биосинтеза органических соединений из простейших минеральных веществ (CO2, вода, аммиак, нитраты, серная и фосфорная кислоты, магний, кальций, калий, микроэлементы), раскрывает роль минеральных веществ как регуляторов состояния коллоидов и катализаторов и как центров электрических явлений в клетке, участие их в синтезе органических соединений.
- Биофизическое направление изучает вопросы энергетики клетки, электрофизиологии растения, физико-химические закономерности водного режима, корневого питания, роста, раздражения, фотосинтеза и дыхания растения.
- Онтогенетическое направление исследует возрастные закономерности развития растения, которые зависят от внутренних биохимических и биофизических процессов, морфогенез и возможные пути управления развитием растений (фотопериодизм, светокультура, закаливание растений и др.).
- Эволюционное, или сравнительное, направление вскрывает особенности физиологии вида, особей, индивидуального развития растений при определённых внешних условиях, изучает онтогенез как функцию генотипа, которая сложилась в филогенезе, в процессе возрастных изменений растений и зависит от наследственной конституции и внешних условий.
- Экологическое направление исследует зависимость внутренних процессов растительного организма от внешней среды.
- Синтетическое, или кибернетическое направление изучает общие закономерности роста растений, энергетики и кинетики взаимосвязанных процессов: фотосинтеза, дыхания, питания и органообразования.